# O melodie pentru Europa 2018
La tredicesima edizione del melodie pentru Europa si è tenuta presso gli studi televisivi di TeleRadio Moldova di Chișinău il 24 febbraio 2018, e ha selezionato il rappresentante moldavo all'Eurovision Song Contest 2018 di Lisbona.
La vincitrice è stata DoReDos con My Lucky Day.

## Organizzazione
Dopo un primo round di selezione tramite audizioni, TRM ha selezionato 16 partecipanti che avrebbero preso parte al festival musicale, organizzato in unica serata presso gli studi dell'emittente radiotelevisiva a Chișinău.
La giuria di esperti per il concorso è composta da:
- Anatol Chiriac;
- Pavel Gămurari;
- Nicu Țărnă;
- Andrei Tostogan;
- Victoria Cușnir;
- Sandu Gorgos;
- Ivan Aculov;
- Liviu Știrbu;
- Lilia Șolomei.

## Partecipanti
| Artista                     | Titolo            | Traduzione             | Compositori                                                                          |
| --------------------------- | ----------------- | ---------------------- | ------------------------------------------------------------------------------------ |
| Anna Odobescu               | Agony             | Agonia                 | Valeriu Pașa                                                                         |
| Anna Timofei                | Endlessly         | Infinitamente          | Ylva Persson, Linda Persson, Niklas Bergqvist, Simon Johansson e Georgios Kalpakidis |
| BellaLuna                   | Moments           | Momenti                | Mitya Effterman e Maxim Safrin                                                       |
| Che-MD                      | Inima-n stîngă    | Cuore a sinistra       | Michael Smolenko                                                                     |
| Constantin Cobîlean         | Numai tu          | Solo te                | Constantin Cobîlean                                                                  |
| Doinița Gherman             | Dance in Flames   | Danzare nelle fiamme   | Ylva Persson, Linda Persson, Niklas Bergqvist e Simon Johansson                      |
| DoReDos                     | My Lucky Day      | Mio giorno fortunato   | Filipp Kirkorov e John Ballard                                                       |
| Felicia Dunaf               | Alien             | Alieno                 | Primož Poglajen, Will Taylor e Michael James Down                                    |
| Ilia Sorocean & Dasha DaGro | Minds & Veins     | Menti e vene           | Ilia Sorocean                                                                        |
| Lavinia Rusu                | Altundeva         | Da qualche altra parte | Alkemics Sound e Eugeniu Doibani                                                     |
| Nicoleta Sava               | Esencia del Sur   | Essenza del sud        | Rafael Artesero, Jose Juan Santana e Viorica Atanasov                                |
| Ruslan Tsar                 | Come to Life      | Venire alla luce       | Ruslan Tsar                                                                          |
| Sandy C & Aaron Sibley      | Once Upon a Time  | C'era una volta        | Aaron Sibley                                                                         |
| Tolik                       | Broken Glass      | Bicchiere rotto        | Leah Muscat, Malin Johansson, Rickard Bonde Truumeel                                 |
| Vera Țurcanu                | Black Heart       | Cuore nero             | David Gällring, Karl Sahlin, Vera Țurcanu, Nikos Sofis                               |
| Viorela                     | The Gates of Love | Le porte dell'amore    | Viorela Moraru                                                                       |

## Finale
| #  | Artista                     | Titolo           | Punteggio | Punteggio | Punteggio | Posizione |
| #  | Artista                     | Titolo           | Giuria    | Televoto  | Totale    | Posizione |
| -- | --------------------------- | ---------------- | --------- | --------- | --------- | --------- |
| 1  | Tolik                       | Broken Glass     | 3         | 10        | 13        | 4         |
| 2  | Lavinia Rusu                | Altundeva        | 4         | 2         | 6         | 10        |
| 3  | Bella Luna                  | Moments          | 0         | 0         | 0         | 13        |
| 4  | Anna Timofei                | Endlessly        | 0         | 7         | 7         | 11        |
| 5  | Ilia Sorocean & Dasha DaGro | Minds & Veins    | 1         | 0         | 1         | 12        |
| 6  | Che-MD                      | Inima-n stîngă   | 0         | 0         | 0         | 16        |
| 7  | Constantin Cobîlean         | Numai tu         | 0         | 7         | 7         | 9         |
| 8  | DoReDos                     | My Lucky Day     | 12        | 12        | 24        | 1         |
| 9  | Sandy C & Aaron Sibley      | Once Upon a Time | 5         | 4         | 9         | 6         |
| 10 | Anna Odobescu               | Agony            | 8         | 3         | 11        | 5         |
| 11 | Nicoleta Sava               | Esencia del Sur  | 0         | 8         | 8         | 7         |
| 12 | Doinița Gherman & One Voice | Dance in Flames  | 7         | 6         | 13        | 3         |
| 13 | Felicia Dunaf               | Alien            | 6         | 1         | 7         | 8         |
| 14 | Viorela                     | The Gate of Love | 0         | 0         | 0         | 15        |
| 15 | Vera Țurcanu                | Black Heart      | 10        | 5         | 15        | 2         |
| 16 | Ruslan Tsar                 | Come to Life     | 0         | 0         | 0         | 14        |

| Canzone           | A. Chiriac | P. Gămurari | N. Țărnă | A. Tostogan | V. Cușnir | S. Gorgos | I. Aculov | L. Știrbu | L. Șolomei | Punteggio | Punteggio |
| ----------------- | ---------- | ----------- | -------- | ----------- | --------- | --------- | --------- | --------- | ---------- | --------- | --------- |
| Broken Glass      | -          | 5           | 6        | 5           | 6         | 4         | 4         | -         | -          | 30        | 3         |
| Altundeva         | 6          | -           | 5        | 4           | 8         | 6         | 1         | -         | -          | 30        | 4         |
| Moments           | -          | 4           | 2        | -           | -         | -         | -         | -         | 8          | 14        | 0         |
| Endlessly         | -          | 7           | 3        | 2           | 1         | -         | -         | 5         | 10         | 28        | 2         |
| Minds & Veins     | 1          | -           | 7        | -           | 7         | 2         | -         | 7         | 1          | 25        | 1         |
| Inima-n stîngă    | -          | -           | -        | -           | 3         | -         | -         | -         | -          | 3         | 0         |
| Numai tu          | -          | -           | -        | 1           | -         | -         | 2         | 1         | 4          | 8         | 0         |
| My Lucky Day      | 12         | 12          | 12       | 8           | 12        | 12        | 12        | 12        | 12         | 104       | 12        |
| Once Upon a Time  | -          | 1           | 4        | 12          | 5         | 1         | 7         | 3         | 3          | 36        | 5         |
| Agony             | 7          | 10          | 8        | 3           | 4         | 5         | 6         | 6         | 5          | 54        | 8         |
| Esencia del Sur   | 2          | 8           | -        | -           | -         | 3         | 3         | -         | -          | 16        | 0         |
| Dance in Flames   | 8          | 6           | -        | 6           | -         | 7         | 8         | 10        | 7          | 52        | 7         |
| Alien             | 10         | 3           | 1        | 7           | 2         | 8         | 5         | 4         | -          | 40        | 6         |
| The Gates of Love | 5          | -           | -        | -           | -         | -         | -         | -         | -          | 5         | 0         |
| Black Heart       | 3          | 2           | 10       | 10          | 10        | 10        | 10        | 8         | 6          | 69        | 10        |
| Come to Life      | 4          | -           | -        | -           | -         | -         | -         | 2         | 2          | 8         | 0         |

## All'Eurovision Song Contest
La Moldavia si è esibita 7ª nella seconda semifinale, classificandosi 3ª con 235 punti e qualificandosi per la finale. Esibitasi in 10ª posizione la Moldavia si è classificata 10ª con 209 punti.
I DoReDos hanno preso parte all'Eurovision Pre-Party Riga, presso il Crystal Club di Riga (24 marzo 2018), al Moscow Eurovision Party, presso la Vegas Hall di Mosca (7 aprile 2018), all'Israel Calling, presso Tel Aviv (8-11 aprile 2018), e all'Eurovision Spain Pre-Party 2018, presso la Sala La Riviera di Madrid (21 aprile 2018).

### Giuria
La giuria moldava per l'Eurovision Song Contest è composta da:
- Anatol Chiriac, presidente della giuria;
- Cristina Scarlat, cantante moldava (rappresentante della Moldavia nel 2014);
- Vera Țurcanu, cantante moldava;
- Vitalie Catana;
- Rodica Aculova.

### Voto

#### Punti assegnati alla Moldavia
| Giurie                                           | Giurie                          | Giurie                  | Giurie               | Giurie                              |
| 12                                               | 10                              | 8                       | 7                    | 6                                   |
| ------------------------------------------------ | ------------------------------- | ----------------------- | -------------------- | ----------------------------------- |
| - Romania - Russia                               | - Australia - San Marino        |                         |                      | - Lettonia                          |
| 5                                                | 4                               | 3                       | 2                    | 1                                   |
| - Montenegro - Slovenia                          | - Germania - Italia - Malta     | - Georgia - Paesi Bassi | - Danimarca - Svezia |                                     |
| Televoto                                         |                                 |                         |                      |                                     |
| 12                                               | 10                              | 8                       | 7                    | 6                                   |
| - Francia - Georgia - Romania - Russia - Ucraina | - Australia - Italia - Ungheria | - Lettonia              | - Paesi Bassi        | - Danimarca - San Marino - Slovenia |
| 5                                                | 4                               | 3                       | 2                    | 1                                   |
| - Germania - Norvegia - Serbia - Svezia          | - Malta - Montenegro            |                         | - Polonia            |                                     |

| 12       | 10                         | 8                      | 7                                    | 6          |
| -------- | -------------------------- | ---------------------- | ------------------------------------ | ---------- |
| - Russia | - Armenia - Cipro - Grecia | - Croazia - Montenegro | - Azerbaigian - Romania - San Marino | - Slovenia |
| 5        | 4                          | 3                      | 2                                    | 1          |
| - Serbia |                            |                        | - Albania - Australia                |            |

#### Punti assegnati dalla Moldavia
| Punti | Giuria      | Televoto    |
| ----- | ----------- | ----------- |
| 12    | Romania     | Romania     |
| 10    | Australia   | Serbia      |
| 8     | Ucraina     | Russia      |
| 7     | Russia      | Ucraina     |
| 6     | Slovenia    | Norvegia    |
| 5     | Paesi Bassi | Australia   |
| 4     | Norvegia    | Danimarca   |
| 3     | Lettonia    | Paesi Bassi |
| 2     | Malta       | Svezia      |
| 1     | Danimarca   | Ungheria    |

| Punti | Giuria      | Televoto        |
| ----- | ----------- | --------------- |
| 12    | Estonia     | Israele         |
| 10    | Israele     | Ucraina         |
| 8     | Bulgaria    | Italia          |
| 7     | Australia   | Cipro           |
| 6     | Cipro       | Repubblica Ceca |
| 5     | Ucraina     | Norvegia        |
| 4     | Germania    | Germania        |
| 3     | Austria     | Bulgaria        |
| 2     | Norvegia    | Ungheria        |
| 1     | Paesi Bassi | Estonia         |